# Districte de Pau

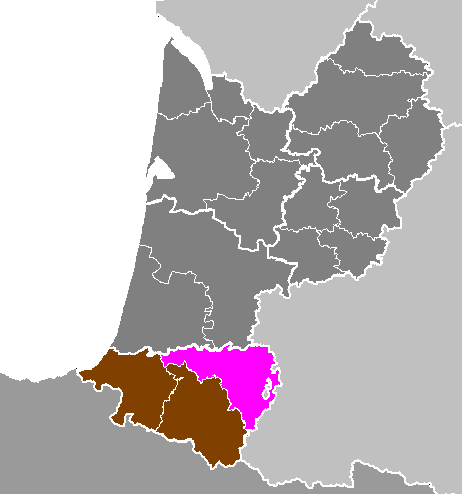
Situació del Districte de Pau

El Districte de Pau és un districte del departament francès dels Alts Pirineus, a la regió de la Nova Aquitània. Té 21 cantons i 269 municipis. El cap del districte és la prefectura de Pau.

## Cantons
- cantó d'Artés de Biarn
- cantó d'Arsac e Arrasiguet
- cantó de Vilhèra
- cantó de Garlin
- cantó de Juranson
- cantó de Lagòr
- cantó de Lenveja
- cantó de Lescar
- cantó de Montaner
- cantó de Morlans
- cantó de Nai-Est
- cantó de Nai-Oest
- cantó d'Ortès
- cantó de Pau-Centre
- cantó de Pau-Est
- cantó de Pau-Nord
- cantó de Pau-Oest
- cantó de Pau-Sud
- cantó de Pontac
- cantó de Salias
- cantó de Tèsa